# Kolyšlej
Kolyšlej (in russo Колышлей?) è un insediamento di tipo urbano della Russia europea centrale, situato nell'oblast' di Penza; è il centro amministrativo del distretto Kolyšlejskij.
Si trova sulla riva destra del fiume omonimo, 70 km a sud-ovest di Penza.